# Glockengießerei Johann Hahn

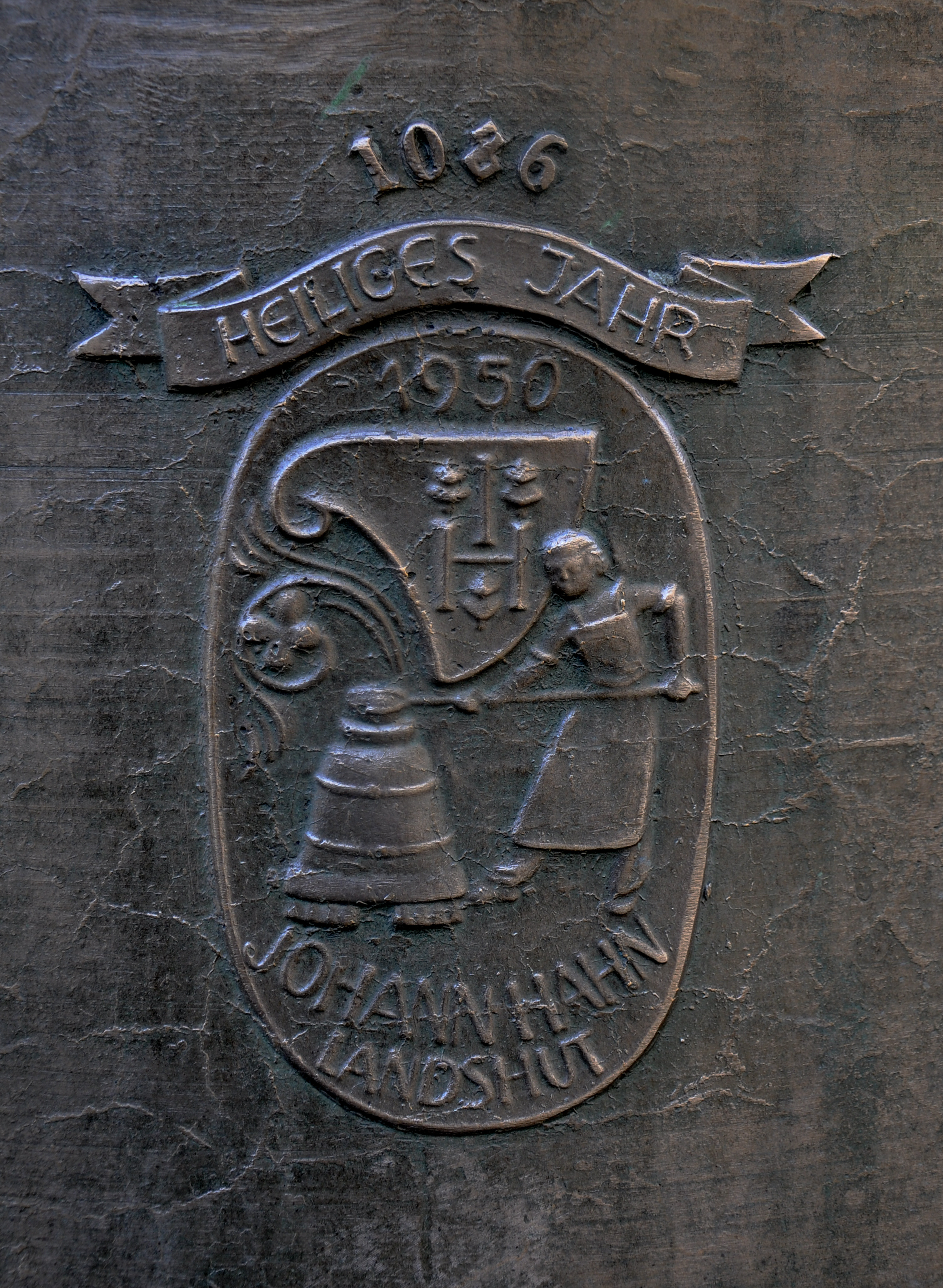
Marke der Glockengießerei Johann Hahn auf der beschädigten Marienglocke der Pfarrkirche St. Martinus in Wangen im Allgäu, 1950

Die Glockengießerei Johann Hahn war eine Glockengießerei in Landshut.

## Geschichte
Die Gießerei wurde 1890 von Johann Hahn (1832–1910) und Johann Hahn (1858–1928) als Glocken- und Messinggießerei in Landshut gegründet. Sie wurde in zweiter Generation von Johann Hahn (1891–1954) und in dritter Generation von Diplom- und Hütteningenieur Johann Hahn (1916–1998) weitergeführt. Dessen Mutter, Therese Hahn († 22. Mai 1975), trug maßgeblich zur Entwicklung der Glockengießerei bei. Mit der Zeit wurde der Betrieb um eine Eisengießerei und eine Maschinenfabrik erweitert.
Da es keinen Nachfolger gab – Johann Hahn hatte die drei Töchter Bärbel, Ursel und Christel –, wurde die Glockengießerei 1972 geschlossen. Johann Hahn und seine Frau Helene († 10. Januar 2004) zogen zunächst nach München und 1994 nach Berlin. Johann Hahn starb am 20. April 1998 in Berlin.
In der Gießerei wurden insgesamt 3187 Glocken gegossen. Viele davon wurden im Ersten und Zweiten Weltkrieg eingeschmolzen. Nach dem Zweiten Weltkrieg wurden besonders viele Glocken gegossen – als Ersatz für Kriegsverluste. Die Gießerei Johann Hahn war die erste, die nach dem Krieg im Jahr 1947 eine Bronzeglocke mit einem Gewicht von mehr als 4,5 Tonnen goss: die große Hosanna der Basilika Ottobeuren, die trotz der widrigen Umstände erstaunlich gut gelang.

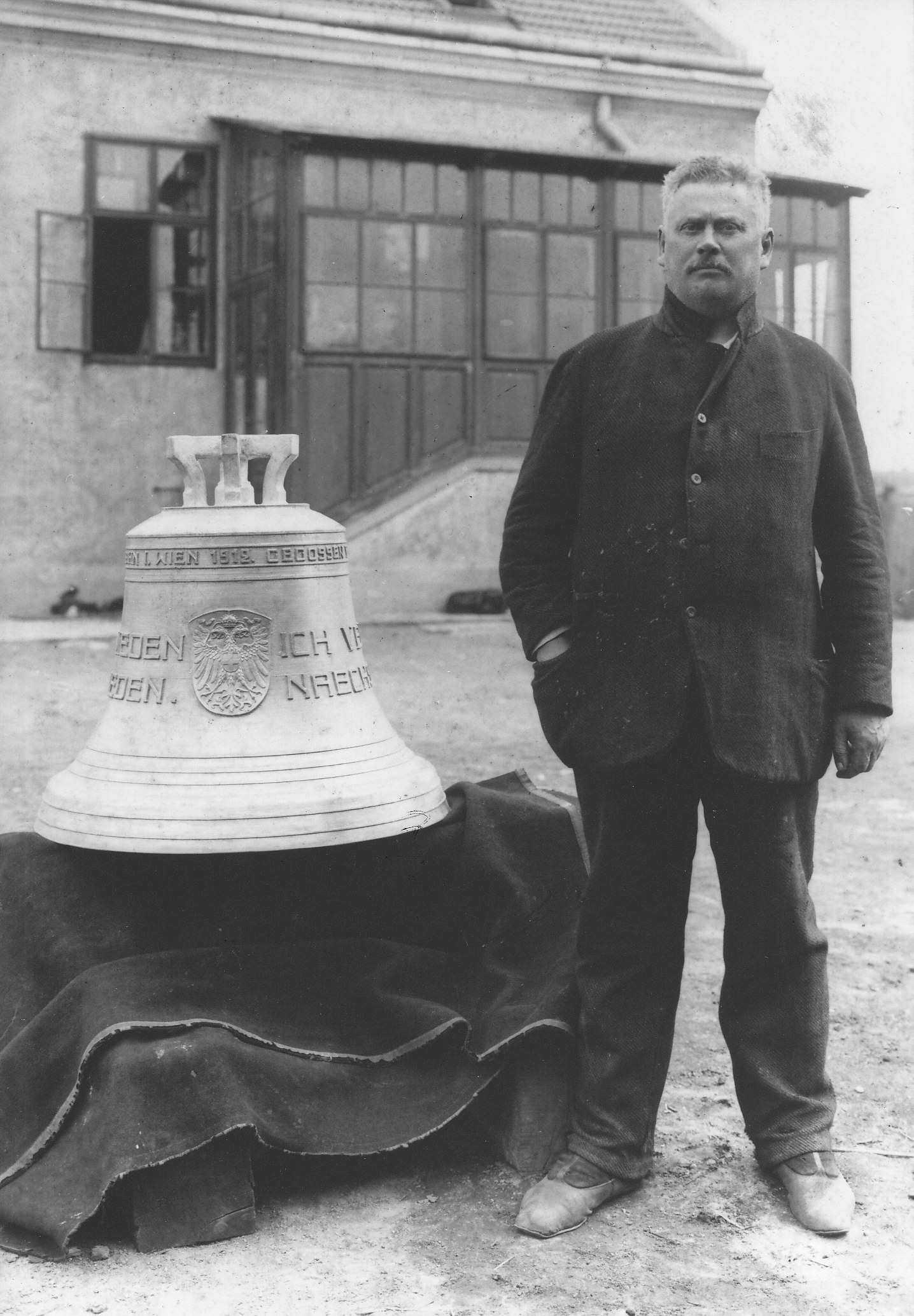
Johann Hahn, Glockengießer in Landshut

Die meisten Glocken hängen in bayerischen Kirchen. Die wichtigsten noch erhaltenen Geläute befinden sich in:
- Abensberg, St. Barbara: as°
- Bad Reichenhall, St. Nikolaus: gis°
- Fristingen, St. Blasius[1]: dis, fis, gis[2]
- Hünfeld, St. Jakobus: b°[3]
- Kempten, Mariä Himmelfahrt: a°
- München, St. Benno: ges°
- Ottobeuren, Basilika: g°
- Vilsbiburg, Mariä Himmelfahrt: g°
- Wangen im Allgäu, St. Martin: a°

Der Glockengießerweg in Landshut erinnert an die einstige Glockengießerei Johann Hahn.

## Gegossene Glocken und Geläute
(unvollständig)
- Wallfahrtskirche Maria Hilf (Amberg), zwei Glocken 1950 (a°, e1), zu zwei historischen Glocken (c1, d1)
- St. Johannes und Mauritius (Amtzell), insgesamt vier Glocken, drei 1950 (d1, f1, g1), eine 1956 (c1), zu einer (a1) von Bachert, Bad Friedrichshall-Kochendorf 1928.
- Pfarrkirche St. Ägidius (Bruck in der Oberpfalz), vier Glocken von 1948
- Herz-Jesu-Kirche (Feucht), vier Glocken 1904
- Mariä Himmelfahrt (Kempten), sieben Glocken 1956 (a°, c1, d1, e1, g1, a1, c2), die (c1) ist jedoch nach 17 Jahren gerissen, und wurde 1974 von der Gießerei Gebhard neugegossen.
- St. Agatha (Kimratshofen), vier Glocken 1950 (c1, g1, a1, c2), zu einer historischen (e1) von 1502.
- St. Konrad (Landshut), insgesamt sechs Glocken, eine 1950 (h1), eine 1951 (gis1), vier 1961 (h°, cis1, dis1, fis1)
- St. Benno (München), insgesamt fünf Glocken, eine 1954 (ges°), vier 1959 (b1, des1, as1, b1), zu zwei vorhandenen Glocken (es1, ges1)
- St. Blasius (Niederbergkirchen), vier Glocken 1949 (cis1, e1, fis1, h1), zu einer (gis1) von 1893.
- St. Martin (Oberteuringen), vier Glocken 1950 (cis1, e1, fis1, gis1), zu einer (h1) von 1922.
- St. Alexander und St. Theodor (Ottobeuren), insgesamt sieben Glocken, eine 1947 (g°), sechs 1948 (b1, c1, d1, f1, g1, a1), die (g) wurde jedoch wegen nicht überzeugendem Klang nicht benutzt, 1985 raubte eine Gussfehler der Glocke (f1) die Stimme, sie wurde im folgenden Jahr von der Gießerei Bachert umgegossen.
- St. Laurentius (Reichenhofen (Leutkirch im Allgäu), insgesamt drei Glocken, eine 1928 (b1), zwei 1952 (f1, g1), zu einer historischen (d1) von 1585.
- Mariä Himmelfahrt (Vilsbiburg), insgesamt acht Glocken, eine 1926 (b1), sieben 1949 (g°, b°, c1, d1, f1, g1, c2), das Geläute ist das tontiefste und größte Geläut der Gießerei Hahn.
- St. Martin (Wangen im Allgäu), fünf Glocken 1950 (a°, cis1, e1, fis1, gis1), zu einer (h1) vom 1930.
- St. Vinzenz (Weißbach a.d. Alpenstraße), insgesamt drei Glocken, eine 1950 (gis1), eine 1958 (h1), eine 1962 (cis2)